# Allt ljus på Uppsala

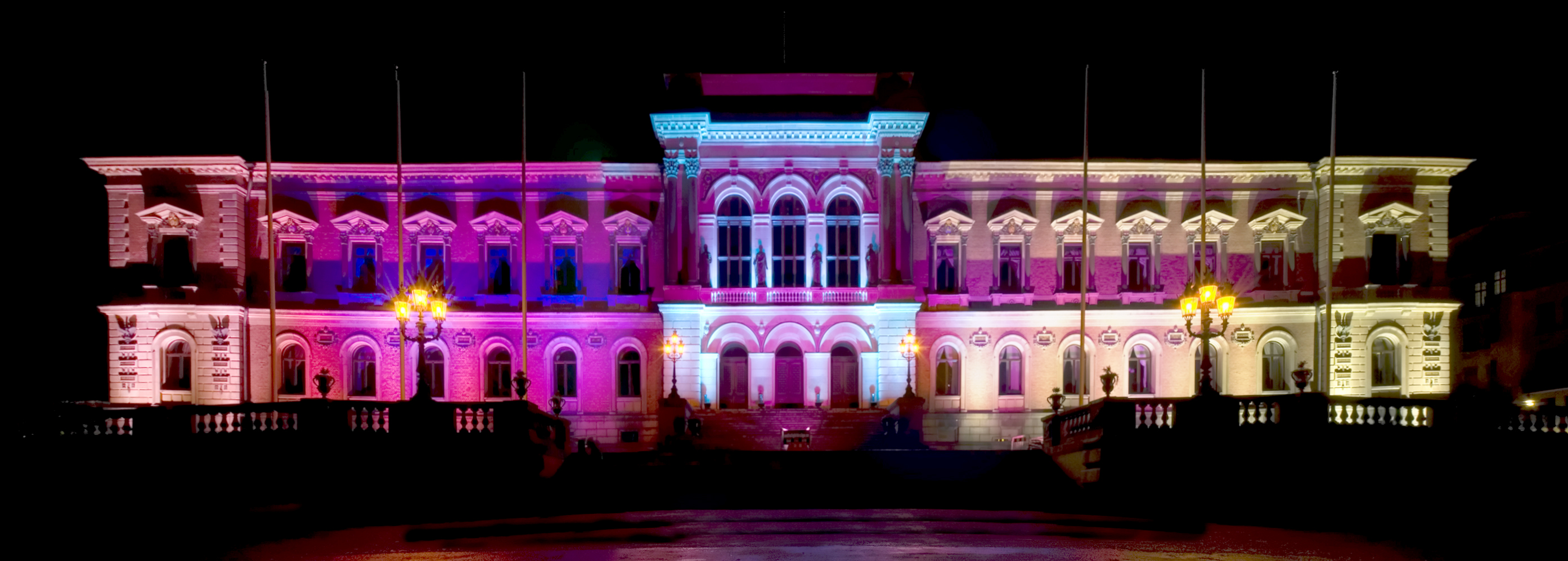
Universitetshuset.

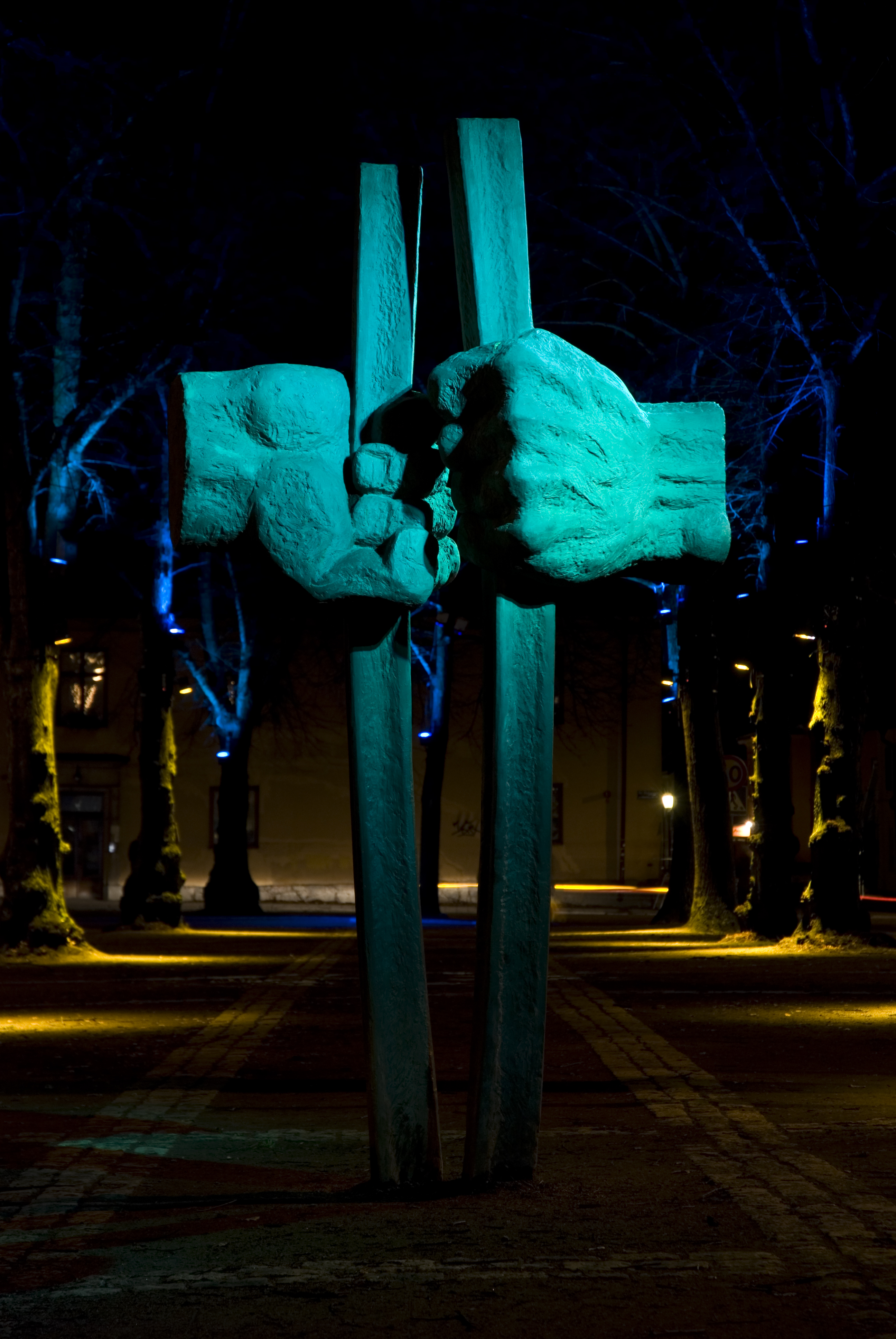
Frihetens ljus, ljussättning av monumentet till Martin Luther King på Martin Luther Kings plan.

Allt ljus på Uppsala är en konstutställning (”ljusfestival”) som arrangeras i Uppsala i november jämna år sedan 2008.
År 2008 belystes tjugo platser och objekt längs en 4,5 km lång promenadslinga i centrala Uppsala på olika sätt.
Tanken var att uppmuntra promenader även under vinterhalvåret, samt att visa upp en ny energisnål teknik och innovativa sätt att arbeta med ljus. Festivalen arrangerades av Uppsala kommun och Vi i Stan AB/Uppsala City, i samarbete med bland andra Uppsala universitet.

## Lista över upplysta platser 2008
1. Strömmar av ljus. Bilder projicerade på årummets vägg ovanför Fyrisån. Vid Fyristorg.
2. Ett himmelskt ljus i Skytteanska valvet. Vid Valvgatan.
3. Carolina Rediviva. En stor bild projicerad på Carolina Redivivas fasad.
4. Vem låter? Ljus och ljud i Engelska parken.
5. Frihetens ljus. Ljussättning av monumentet till Martin Luther King på Martin Luther Kings plan.
6. Universitetshuset. Fasadbelysning av Universitetshuset i Uppsala.
7. Saluhallen i centrum. Ljussättning av saluhallen vid S:t Eriks torg.
8. Reflektion vid bryggan. Ljussättning av Fyrisån.
9. Trampa för livet och väck naturen. En installation där man kan trampa på ett par pedaler för att få ett träd att lysa upp. Vid Linnéskolan.
10. Eddaspången. Interaktiv belysning av Eddaspången.
11. Nu blommar det! Ljuskonst i Linnéträdgården.
12. Pulserande kunskap. Ljussättning utanför Stadsbiblioteket.
13. Det var dans bort i vägen. Ett ”ljudlöst disco” på Klostergatan.
14. Urban geometri. Ljussättning av den ”tidstypiska betongklossen” på Kungsgatan 38–40.
15. Slowfox i novembernatt. Belysning med projicerade dansstegsinstruktioner samt musik på S:t Persstråket.
16. Vinterfontän. En ”artificiell eld” på Vaksala torg.
17. Inverterat höstmörker. Belysning av Vaksalaviadukten.
18. Stora torget. Ljuspelare med färgade lampor på Stora torget.
19. Aqua Vitae. Belysning av Stadsteatern.
20. Teknik i ständig rörelse. Belysning av och vid Pumphuset.